# بلوتیچ (ولادیمیرتسی)
بلوتیچ (به صربی: Belotić) یک منطقهٔ مسکونی در صربستان است که در صربستان واقع شده‌است. بلوتیچ ۵۵۲ نفر جمعیت دارد.